# Louise Laurin
Louise Laurin est une éducatrice et une femme politique québécoise, née le 13 août 1935 à Montréal et morte le 7 janvier 2013 dans le même ville. Militante souverainiste, elle s'est particulièrement investie dans le mouvement pour la déconfessionnalisation des écoles et pour l'intégration des immigrants. Elle est surtout connue pour avoir fondé et coordonné les activités de la Coalition pour la déconfessionnalisation du système scolaire québécois et pour avoir été la première femme présidente du Mouvement national des Québécoises et Québécois (MNQ).

## Biographie

### Jeunes années et formation
Louise Laurin naît à Montréal le 13 août 1935. Enfant unique, elle grandit dans une famille modeste de Villeray. Elle perd son père à l'âge de neuf ans et voit bientôt sa mère se remarier à un notaire. Ce dernier est d'un naturel strict et a des idées bien arrêtées sur le rôle des femmes au sein du couple et de la société. Selon lui, comme le rapporte Louise Laurin, « une fille c'[était] pas fait pour aller à l'université. C'[était] fait pour faire la cuisine et laver des couches ».
N'en déplaise aux positions de son beau-père, Louise Laurin est d'un naturel studieux et entretient l'espoir d'aller à l'université. Elle obtient d'ailleurs le soutien des Sœurs de Sainte-Anne. Croyant au potentiel de la jeune fille, ces dernières lui octroient une bourse d'études dans le but d'en faire une enseignante.
À l'âge de seize ans, Louise Laurin entre ainsi à l'École normale de Saint-Jérôme, où elle est pensionnaire pendant deux ans. Ces années passées à Saint-Jérôme sont cruciales pour son développement intellectuel et culturel. À l'École normale, Louise rencontre des religieux et des religieuses qui lui font découvrir « la force du nationalisme, la richesse de l'éducation et la nécessité de la culture ». De plus, le directeur de cette école, le très nationaliste abbé Pleau, l'initie à l'art de l'organisation en l'introduisant à l'Association de la jeunesse canadienne-française (AJC, anciennement l'Association catholique de la jeunesse canadienne-française). Dans les années 1960, Louise deviendra présidente de cette organisation. Elle y fondera d'ailleurs un cercle dédié à la romancière Laure Conan.

### Louise Laurin, éducatrice
À l'âge de dix-huit ans, fraîchement diplômée de l'École normale, Louise Laurin entame une carrière en enseignement qui durera trente-cinq ans. Formée en pédagogie ainsi qu'en histoire et en espagnol, elle enseigne d'abord pendant treize ans au primaire et au secondaire avant de se consacrer à la direction d'écoles, principalement dans des milieux défavorisés et multiethniques. C'est d'ailleurs alors qu'elle dirige une école en milieu défavorisé que Louise Laurin met sur pied le premier service de garde en milieu scolaire à Montréal. Elle développe également des programmes favorisant l'intégration des enfants immigrants et la francisation de leurs parents.

Pour Louise Laurin, son rapport à l'école s'inscrit dans le contexte de son engagement citoyen : 
« L'action, la participation du citoyen, c'est-à-dire la citoyenneté, a toujours été importante pour moi. J'ai toujours axé mon travail sur la culture, la participation, la défense de la langue. J'ai toujours lié l'école au projet social et valorisé sa dimension communautaire. C'est à l'école que la société se forme. Si on veut avoir une société cohérente avec des objectifs communs, il faut que tous les enfants apprennent à vivre ensemble et à se respecter ».

## Une femme engagée

### La nationaliste et la militante pour l'indépendance du Québec
Dès la fin des années 1950, Louise Laurin s'engage dans l'Association de la jeunesse canadienne-française (AJC), une organisation nationaliste et catholique dont elle est la présidente de 1960 à 1963. Elle est la première femme à occuper ce poste.
Entre le milieu des années 1960 et la fin des années 1980, Louise Laurin délaisse le militantisme pour se consacrer corps et âme à sa vocation d'enseignante. Elle n'en demeure pas moins une nationaliste et souverainiste convaincue. Lorsqu'elle prend sa retraite de l'enseignement à l'aube de la décennie 1990, elle choisit naturellement la voie du militantisme. Elle se tourne d'abord vers la politique québécoise avant de se consacrer à la vie associative.
Candidate pour le Parti québécois dans la circonscription d'Anjou aux élections générales de septembre 1989, Louise Laurin est défaite par le candidat libéral René Serge Larouche par une marge de 2 000 voix. La défaite de Louise Laurin s'inscrit dans le balayage qui permet au Parti libéral de Robert Bourassa de faire élire 92 députés et de recueillir 50 % du vote populaire.
Si le passage de Louise Laurin en politique est peu fructueux, il lui permet néanmoins de se faire connaître dans son milieu. C'est notamment ce qui lui permet, alors qu'elle a pris sa retraite du domaine de l'enseignement, d'être élue commissaire indépendante à la Commission des écoles catholiques de Montréal (CECM) en 1990.
Entre 1990 et 1994, Louise Laurin siège comme commissaire du quartier Villeray-Parc-Extension à la CÉCM, devenue depuis la CSDM puis le CSSDM. À la même époque, Louise Laurin est aussi membre du Comité consultatif des communautés culturelles et du Comité d'accès à l'égalité pour les communautés culturelles.

#### Le Mouvement national des Québécoises et Québécois
Compte tenu de son engagement, Louise Laurin est tout naturellement invitée par le président Jean Dorion à joindre la Société Saint-Jean-Baptiste de Montréal. Elle en devient la vice-présidente de 1992 à 1993. Au sein de la Société, elle met sur pied le comité Passeport Québec, un groupe de réflexion sur la citoyenneté québécoise qui cherche à mieux intégrer les immigrants.

Durant la même période, Louise Laurin est également vice-présidence du Mouvement national des Québécoises et Québécois (MNQ), anciennement la Fédération des Sociétés Saint-Jean-Baptiste du Québec. Elle assume ensuite la présidence du Mouvement entre 1994 et 1996, succédant à Sylvain Simard.

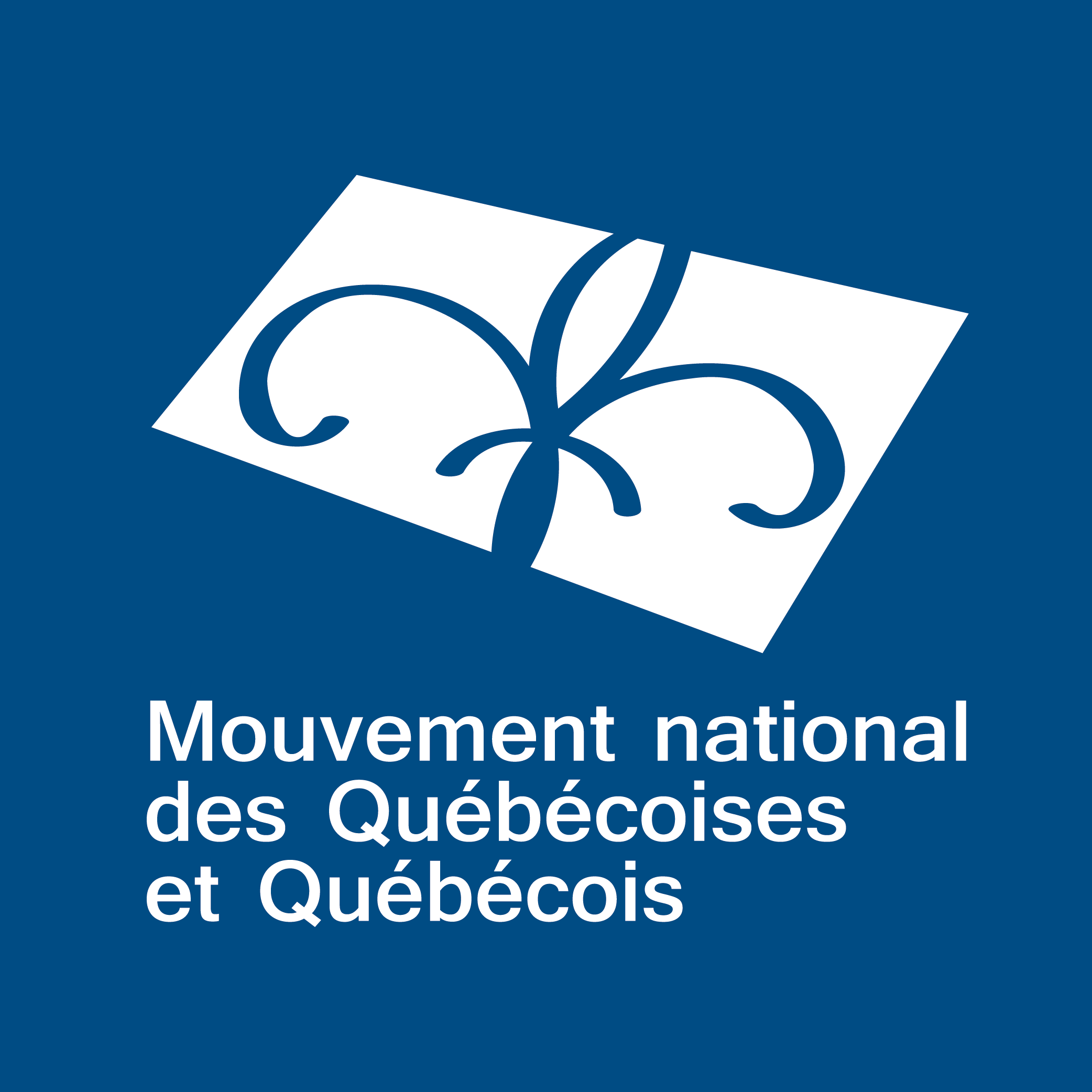
Mouvement national des Québécoises et Québécois (MNQ)

Depuis 1984, le MNQ a notamment la charge de l'organisation des activités officielles de la Fête nationale du Québec. À titre de présidente de l'organisme, Louise Laurin insiste pour que ce jour soit réellement la « fête de tous les Québécois » : « J'invite tous les Québécois », dit-elle, « à s'offrir ce cadeau unique de fraternité quelle que soit leur allégeance politique ».
Sous la gouverne de Louise Laurin, le MNQ adopte une posture souverainiste, mais non partisane : « Le MNQ poursuit les objectifs de la souveraineté mais se garde un droit de réserve à l'endroit des partis politiques ».

### Participation à la campagne référendaire de 1995
À titre de citoyenne et de présidente du Mouvement national des Québécoises et Québécois, Louise Laurin s'engage naturellement du côté des forces souverainistes à l'occasion de la campagne référendaire de 1995.

#### Le Conseil de la souveraineté
Aux côtés de l'ex-ministre péquiste Yves Duhaime, Louise Laurin participe d'abord à la fondation du Conseil de la souveraineté, dont elle devient d'ailleurs la première vice-présidente. Cette organisation souverainiste reçoit des fonds du gouvernement de Jacques Parizeau pour mettre sur pied des campagnes publicitaires faisant la promotion de l'option souverainiste. Le Conseil de la souveraineté disparaît à la suite du référendum avant de renaître au début des années 2000. Depuis 2014, il porte le nom d'Organisations unies pour l'indépendance du Québec (OUI-Québec).

#### Les Partenaires pour la souveraineté
À l'aube de la campagne référendaire, Louise Laurin prend l'initiative de la formation des Partenaires pour la souveraineté, une vaste coalition d'organismes de la société civile qui a pour objectif de faire la promotion de l'option souverainiste à l'extérieur des structures traditionnelles de la politique partisane. Les Partenaires pour la souveraineté représentent plus d'un million de Québécois et de Québécoises membres des principales centrales syndicales, des grandes associations étudiantes et d'organisations culturelles et communautaires diverses.
Après avoir annoncé leur formation lors d'une conférence de presse le 21 janvier 1995, les Partenaires pour la souveraineté font une première percée dans l'espace public à l'occasion de la Journée des femmes du 8 mars. À titre de présidente du Mouvement national des Québécoises et Québécois (MNQ), Louise Laurin appose sa signature à la lettre « Huit femmes... un huit mars », publiée dans la section « Opinions » du journal La Presse. Ce document établit les positions féministe et sociale-démocrate des Partenaires en plus de souligner l'engagement de ses signataires en faveur de la souveraineté du Québec. Outre Louise Laurin, les signataires de la lettre sont Stéphanie Venne, porte-parole du Mouvement étudiant pour la souveraineté; Jennie Skene, présidente de la Fédération des infirmières et infirmiers du Québec; Lorraine Pagé, présidente de la Centrale de l'enseignement du Québec; Françoise Laliberté, du Mouvement Action Chômage de Montréal; Danielle-Maude Gosselin, du Syndicat de la fonction publique du Québec; Nicole Boudreau, porte-parole des Partenaires pour la souveraineté; et Lise Blais, de Solidarité populaire Québec.

#### L'Opération porte-voix et le spectacle SouveReines
Après avoir mené plusieurs activités de mobilisation auprès des jeunes, des Franco-Canadiens et des Acadiens au printemps et à l'été 1995, les Partenaires pour la souveraineté tournent leur attention vers les femmes. Les sondages menés durant cette période indiquent que celles-ci sont moins enclines que les hommes à soutenir l'option souverainiste. Attribuant cette frilosité au fait que le discours politique traditionnel, pratiquement monopolisé par les hommes, ne passe pas toujours très bien chez les femmes, les Partenaires sont déterminés à redoubler d'efforts à leur endroit. À l'initiative de la porte-parole Nicole Boudreau, l'Opération porte-voix est lancée le 5 septembre 1995. Des représentantes des Partenaires annoncent alors aux médias qu'une grande tournée nationale visant à « favoriser le dialogue » et à « informer les femmes » se mettra en branle quelques jours plus tard. « Il fallait [...] trouver un moyen de rejoindre ces femmes en outrepassant les discours conventionnels et les lignes de parti », explique Nicole Boudreau, « [d]'où l'idée d'une tournée en autobus et des femmes en région qui, à leur manière, décideront comment elles reçoivent les passagères souverainistes ».
Aux côtés d'autres souverainistes convaincues comme l'ancienne présidente du Conseil du statut de la femme Claire Bonenfant, l'ex-ministre fédérale Monique Vézina et la dramaturge Denise Boucher, Louise Laurin prend ainsi part à l'Opération porte-voix, au cours de laquelle une cinquantaine de femmes se relaient dans un autobus nolisé. En l'espace de dix jours, les participantes à cette vaste tournée du Québec parcourent quelque 4 000 kilomètres et visitent 46 municipalités, multipliant les assemblées de cuisine, les dîners-conférences et les 5 à 7.
L'Opération porte-voix prend fin à Montréal le 17 septembre 1995. Pour l'occasion, l'écrivaine Hélène Pedneault conçoit et met en scène un spectacle intitulé SouveReines. L'événement à grand déploiement a lieu au Club Soda de l'avenue du Parc et rassemble plus de 400 personnes, y inclus des militants et des militantes ainsi que des personnalités du camp du « Oui ». Parmi les personnalités publiques assistant au spectacle, on compte la présidente de la Fédération des femmes du Québec, Françoise David et les ministres péquistes Pauline Marois et Louise Harel.

### Défense de la langue française
Entre 2002 et 2007, Louise Laurin siège au Conseil supérieur de la langue française. Cet organisme, composé de huit membres nommés par le gouvernement, « a pour mission de conseiller le ministre responsable de l'application de la Charte de la langue française sur toute question relative à la langue française au Québec ».
La participation de Louise Laurin au Conseil supérieur de la langue française s'inscrit naturellement dans son engagement de longue date pour la promotion du français au Québec. Cet engagement s'inscrit quant à lui dans une longue réflexion sur la citoyenneté québécoise : « le français, libéré de ses ancrages ethniques, devient la langue commune, l'outil indispensable à la délibération démocratique ». Plutôt que de défendre la langue française au nom d'un nationalisme ethnique, Louise Laurin la défend au nom du vivre-ensemble.

### Militantisme pour un Québec inclusif

#### L'affaire Ersoy (1988-1989)
Louise Laurin est directrice de l'école Sainte-Cécile, dans le quartier Villeray, lorsqu'elle apprend que le gouvernement canadien a pris la décision d'expulser la famille d'une de ses élèves, la jeune Gülizar Ersoy, neuf ans. Les Ersoy, comme nombre d'autres réfugiés turcs, avaient été bernés « par un faux conseiller en immigration, marchand de rêves qui avait leurré des centaines de victimes en fabriquant pour eux la même histoire fausse pour obtenir l'asile ».
Outrée, Louise Laurin alerte immédiatement les médias et organise une campagne de financement populaire pour permettre le retour de Gülizar et de sa famille au pays. « Je trouvais inhumain », dit-elle, « après les avoir intégrés à la société québécoise et après leur avoir dit qu'ils étaient chez eux, qu'on les jette à la porte ».
Grâce à ses efforts, Louise Laurin parvient à créer un vaste mouvement de solidarité à l'endroit des réfugiés turcs. Elle réussit aussi à recueillir 4 000 $ pour payer les billets d'avion de la famille. Souscrivent notamment à la collecte de fonds des citoyens du quartier, des professeurs et des conseillers pédagogiques de l'école Sainte-Cécile, la Centrale des syndicats du Québec et la Société Saint-Jean-Baptiste de Montréal. En plus d'assurer le retour de la famille Ersoy au Québec, Louise Laurin trouve un emploi au père de la famille Ersoy dans une compagnie de machines à coudre ainsi qu'un logement meublé situé à proximité de l'école. Elle se rend de plus elle-même en Turquie pour retrouver la famille, établie temporairement dans le petit village de Tavas.
Louise Laurin reste toujours proche de la communauté turque. Elle continue à donner des cours sur la culture turque à l'Université de Sherbrooke et à organiser des voyages culturels en Turquie jusqu'à la fin de sa vie; malgré la maladie, elle assiste même au gala de clôture du Festival des films turcs de Montréal de 2012.

#### La citoyenneté québécoise
L'engagement de Louise Laurin pour une société inclusive se reflète également dans son approche du nationalisme québécois et du projet de souveraineté. Dans un texte qu'elle signe en 1998, elle explique : 
« Au Québec, il existe un consensus quant au fait que les Québécois forment un peuple, distinct par sa langue, son histoire, sa culture. Nul ne peut ignorer que ces traits distinctifs se sont développés grâce à la présence, sur le territoire du Québec, d'une majorité francophone, pour la plus grande partie des Canadiens français, eux-mêmes d'origine métissée. Mais là s'arrête l'ethnicité dans le nationalisme québécois. Le projet de société défendu par les souverainistes et auquel est convié l'ensemble des Québécois, quelles que soient leurs origines, ne s'appuie pas sur le lien ethnique mais sur le lien civique, non sur les relations entre des groupes ethniques en concurrence mais sur celles qui doivent prévaloir entre les citoyens d'un État démocratique et pluraliste ». 

### La déconfessionnalisation du système scolaire québécois
Un débat public sur la question de la laïcité de l'enseignement primaire et secondaire agite le Québec depuis la Révolution tranquille, notamment à la suite du Rapport de la Commission royale d'enquête sur l'enseignement dans la province de Québec (Commission Parent). Le mouvement pour la déconfessionnalisation du système scolaire, plus précisément, s'accélère avec l'accentuation du pluralisme dans la société québécoise et avec l'enchâssement de la Charte canadienne des droits et libertés dans la Constitution.
Le 1er juillet 1989, l'Assemblée nationale du Québec adopte une nouvelle Loi sur l'instruction publique (ou projet de loi 107), visant à moderniser et rationaliser le système scolaire québécois. Entre autres choses, la nouvelle loi prévoit que les commissions scolaires ne seront dorénavant plus organisées sur une base confessionnelle (catholique ou protestante), mais bien sur une base linguistique (francophone ou anglophone).
La Cour suprême du Canada reconnaît la validité du projet de loi 107, mais souligne que le caractère confessionnel des commissions scolaires des territoires de Montréal et de Québec est garanti par la Constitution de 1867. Cela signifie, selon le journaliste du Devoir Paul Cauchon, que « la loi permettra de constituer une nouvelle commission scolaire anglophone, et une nouvelle commission scolaire francophone. Qui se superposeront aux actuelles commissions scolaires catholiques et protestantes, toutes deux ayant le droit de demeurer comme telles […] ».
La situation déplaît à plusieurs acteurs de la société civile, qui estiment justement qu'il faut « adapter le système scolaire aux réalités actuelles, le déconfessionnaliser [pour] se sortir du bourbier actuel ». C'est à cet effet que Louise Laurin, alors commissaire indépendante de la CÉCM, crée la Coalition pour la déconfessionnalisation du système scolaire québécois en 1993. Elle agit par la suite comme coordonnatrice et porte-parole de la Coalition. Cette dernière rassemble plus de 40 organismes issus du secteur de l'éducation et du monde syndical qui représentent près de 2 millions de membres. Parmi ces membres, on compte notamment l'Alliance des professeurs de Montréal, l'Association des cadres de la CÉCM, l'Association des directeurs d'école de Montréal, l'Association québécoise des professeurs de français, l'Association pour l'éducation interculturelle, la Fédération étudiante collégiale, la Ligue des droits et libertés, le Mouvement laïque québécois, le Mouvement national des Québécoises et Québécois, le MÉMO, la Société Saint-Jean-Baptiste de Montréal, la CSN, la FTQ et la CEQ.

En septembre 1994, à titre de porte-parole de la Coalition, Louise Laurin s'exprime en ces termes dans Le Devoir : 
« Pour construire l'école québécoise dont nous avons besoin, pour en faire l'instrument d'intégration sociale et culturelle qu'elle devrait être, il est urgent de nous libérer des contraintes de la Constitution canadienne en matière de structures scolaires. C'est là un enjeu politique majeur. Ignorer la Constitution […] ce serait nous résigner à un système scolaire qui ne répond plus aux besoins pressants du Québec moderne ».
Le travail de Louise Laurin et de la Coalition pour la déconfessionnalisation ne tarde pas à porter ses fruits. Au mois de décembre 1996, l'Assemblée nationale du Québec entérine à l'unanimité la modification de l'article 93 de la Loi constitutionnelle de 1867. Pauline Marois, alors ministre de l'Éducation dans le gouvernement de Lucien Bouchard, a piloté le dossier menant à la modification de cet article. Le gouvernement canadien accepte ensuite d'amender cet article de la Constitution, qui stipule que les provinces disposent d'une compétence exclusive en matière d'éducation « tant que ces lois n'affectent pas les droits ou privilèges des écoles confessionnelles reconnues par la loi et en existence à l'époque de la Confédération ». Dorénavant, grâce au nouvel article 93A, seul le paragraphe introductif de l'article 93 s'applique au Québec, soit celui qui reconnaît depuis 1867 une compétence exclusive au Québec dans le domaine de l'éducation. À partir du 1er juillet 1998, donc, les commissions scolaires québécoises ne sont plus confessionnelles, mais bien linguistiques.
Lorraine Pagé, alors présidente de la CEQ, témoigne du rôle clé joué par Louise Laurin dans le processus de changement constitutionnel : « Sans elle, sans sa ténacité, nous ne serions pas où nous en sommes maintenant et l'article 93 de la Constitution canadienne n'aurait pas été amendé. J'en suis profondément convaincue ».
Le 31 mars 1999 est déposé le rapport du comité d'étude sur le statut des écoles québécoises dirigé par le professeur Jean-Pierre Proulx, de l'Université de Montréal. Commandé par le Parti québécois et intitulé Laïcité et religion : perspective nouvelle pour l'école québécoise, ce document propose la laïcisation de l'école publique et de l'ensemble des institutions publiques du système scolaire québécois. Il provoque le renouveau du débat sur la laïcité scolaire.
Le dossier avance à nouveau au mois de septembre 1999. La Commission parlementaire sur la place de la religion dans l'enseignement reçoit alors non moins de 254 mémoires d'acteurs de la société civile. La Coalition adresse une lettre ouverte signée par une centaine de personnalités des milieux politique, universitaire, artistique et syndical au gouvernement de Lucien Bouchard. Dans cette lettre, la Coalition demande au premier ministre de sortir la religion de l'enseignement public une bonne fois pour toutes. Louise Laurin explique en ces termes l'importance de la lettre acheminée au premier ministre : « Il est important que le gouvernement sache que des parents, des grands-parents, des citoyens et des citoyennes de partout sont d'accord avec la laïcisation ».
En juin 2000, les tenants de la déconfessionnalisation obtiennent une victoire mitigée. Le ministre de l'Éducation, François Legault, dépose le projet de loi 118. La nouvelle législation jette les premières lignes de la déconfessionnalisation du réseau scolaire québécois en réduisant de moitié le temps consacré à l'enseignement religieux ou moral obligatoire, mais maintient néanmoins les privilèges accordés à l'enseignement des religions catholique et protestante. À titre de porte-parole de la Coalition pour la déconfessionnalisation, Louise Laurin qualifie la réforme de « statu quo avec de petits changements ».
En 2005, la Coalition commande un sondage Léger sur l'opinion publique qui montre qu'une grande majorité de Québécois et de Québécoises sont en faveur de la fin de tout enseignement confessionnel.

## Honneurs et hommages
L'engagement de Louise Laurin dans plusieurs causes lui vaut de recevoir nombre d'honneurs de son vivant.
En 1996, le Mouvement laïque québécois (MLQ) lui octroie le prix Condorcet. Aujourd'hui nommé prix Condorcet-Dessaulles, cet hommage est attribué à une personne ou à un groupe de personnes qui ont œuvré pour la défense de la laïcité. Au fil des ans, il a également été remis à des personnalités comme Micheline Trudel (1993), Henry Morgentaler (1994), Pierre Gauvreau (1998), Jacques Godbout (2002) et Janette Bertrand (2003).
L'année suivante, en 1997, Louise Laurin est nommée porte-parole de la Semaine de la citoyenneté.
En 2005-2006, elle est nommée Patriote de l'année par la Société Saint-Jean-Baptiste de Montréal, qui souligne son engagement pour la souveraineté du Québec, pour la défense de la langue française et pour l'instauration d'une citoyenneté ouverte et inclusive. Le titre est décerné par la SSJB de Montréal de puis 1975; les autres récipiendaires incluent le Dr Camille Laurin, Andrée Ferretti, Raymond Lévesque, Jean Duceppe, Jacques Parizeau, Gérald Godin, André Brassard, Lorraine Pagé, Gilles Vigneault, René Lévesque, etc.

## Mort
Le 7 janvier 2013, à l'âge de 77 ans, Louise Laurin meurt à Montréal. Elle laisse dans le deuil un fils, Miguel, ainsi qu'une petite-fille, Solène. Au moment de sa disparition, de nombreux articles de journaux soulignent son engagement et ses nombreuses réalisations. On la décrit comme une « grande militante indépendantiste », « une grande leader de la société civile québécoise », une « grande dame de la laïcité scolaire » et  une « artisane de la déconfessionnalisation de l'école ».  

À l'Assemblée nationale, Françoise David, députée de Gouin, présente une motion pour souligner la contribution de Louise Laurin. La députée s'exprime en ces termes :
« Louise Laurin a milité toute sa vie durant pour des causes progressistes. Elle a été une figure marquante de l'histoire du Québec. Son parcours, allant de l'enseignement de l'histoire à celui de directrice d'école, est celui d'une humaniste engagée. […] Louise Laurin se voulait résolument rassembleuse autour de l'idéal d'un Québec souverain. Reconnue pour sa défense d'une citoyenneté québécoise inclusive et ouverte, elle a été honorée du titre de patriote de l'année en 2005 par la SSJB de Montréal ».
Jacques Duchesneau, député de Saint-Jérôme, ajoute ce qui suit :
« Ayant œuvré en tant qu'enseignante et directrice en milieux défavorisés et pluriethniques, madame Laurin était avant tout une femme de conviction et de passion impliquée surtout dans le domaine scolaire. Madame Laurin réussira à rallier les grands groupes de la société civile pour assurer que les immigrants puissent vivre une intégration digne des valeurs fièrement véhiculées par notre société québécoise, des valeurs qui ont été portées avec détermination par cette grande militante. … Madame Laurin a toujours défendu sa vision d'une société québécoise ouverte, inclusive et ancrée dans la modernité ».